# Người Berber

Tộc kỳ Imazighen, biểu tượng của người Berber
Akenyal Amaziɣ
ⴰⴾⴻⵏⵢⴰⵍ ⴰⵎⴰⵣⵉ

Berber là người bản địa Bắc Phi sống ở phía tây thung lũng sông Nile. Họ sống phân bố từ Đại Tây Dương với ốc đảo Siwa, ở Ai Cập, và từ Địa Trung Hải đến sông Niger. Trong lịch sử họ nói những ngôn ngữ Berber, những ngôn ngữ này cùng hình thành nên một nhánh của ngữ hệ Phi-Á. Ngày nay, tiếng tiếng Ả Rập là ngôn ngữ phổ biến của người Berber, cùng với tiếng Darija, cũng như tiếng Pháp (ở Maroc, Tunisia và Algérie) và một số khác sử dụng tiếng Tây Ban Nha (ở Tây Sahara và các phần của Maroc), do quá trình thực dân của châu Âu ở Maghreb. Ngày nay hầu hết người dân nói tiếng Berber sống ở Maroc, Algérie, Libya, Mali và Niger.
Nhiều người Berber tự gọi mình là một số biến thể của từ Imazighen (tiếng Berber: Imaziɣen, chữ Tifinagh: ⵉⵎⴰⵣⵉⵖⵏ, ⵎⵣⵗⵏ), số ít thì Amazigh (tiếng Berber: Amaziɣ, chữ Tifinagh: ⴰⵎⴰⵣⵉⵖ, ⵎⵣⵗ), có nghĩa là "người tự do" hay "người đàn ông tự do và quý tộc".
Người Berber cổ đại nổi tiếng nhất là vua Masinissa của Numidia, tác giả La Mã Apuleius, Augustine thành Hippo, và tướng lĩnh La Mã Lusius Quietus, người đã có công trong việc đánh bại các cuộc nổi dậy lớn của người Do Thái năm 115-117. Người Berber nổi tiếng thời Trung Cổ có Tariq ibn Ziyad, một vị tướng đã chinh phục Hispania; Abbas Ibn Firnas, một nhà phát minh và nhà tiên phong trong ngành hàng không; Ibn Battuta, một nhà thám hiểm thời trung cổ; và Estevanico, một nhà thám hiểm châu Mỹ. Người Berber nổi tiếng thời hiện đại có Zinedine Zidane, một ngôi sao bóng đá quốc tế người Pháp, và Ibrahim Afellay, một cầu thủ bóng đá sinh ở Hà Lan.

## Kiến trúc

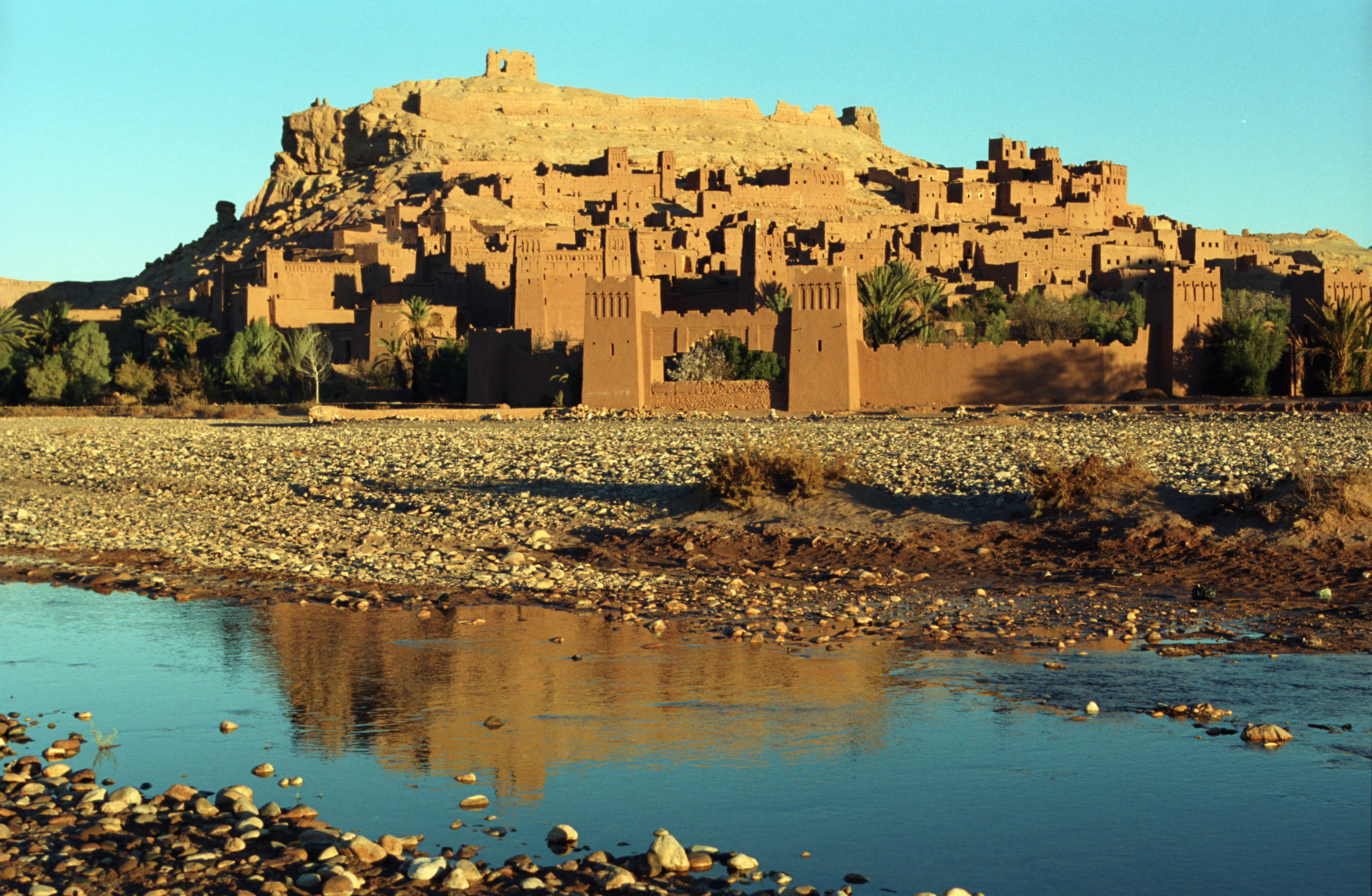
Ait Benhaddou
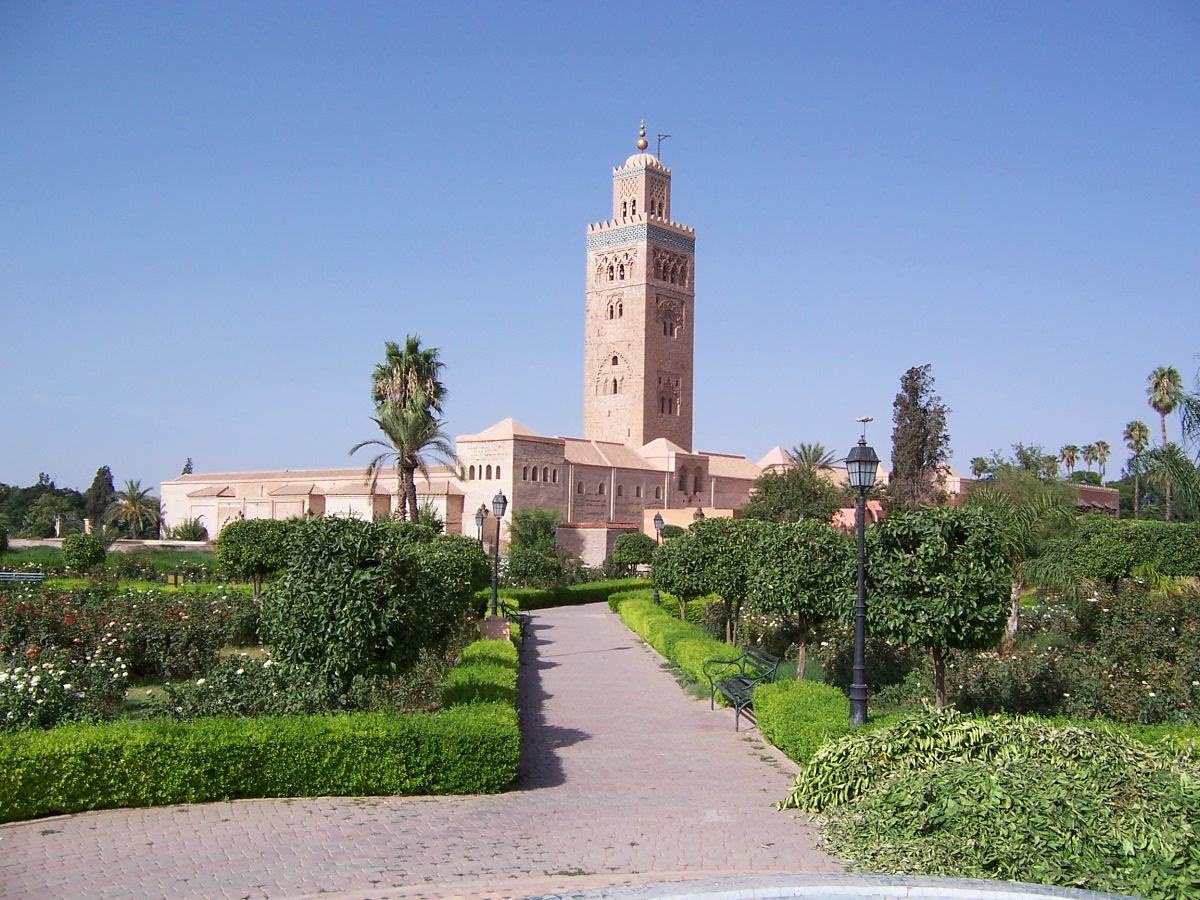
Nhà thờ Hồi giáo Koutoubia tại Marrakech
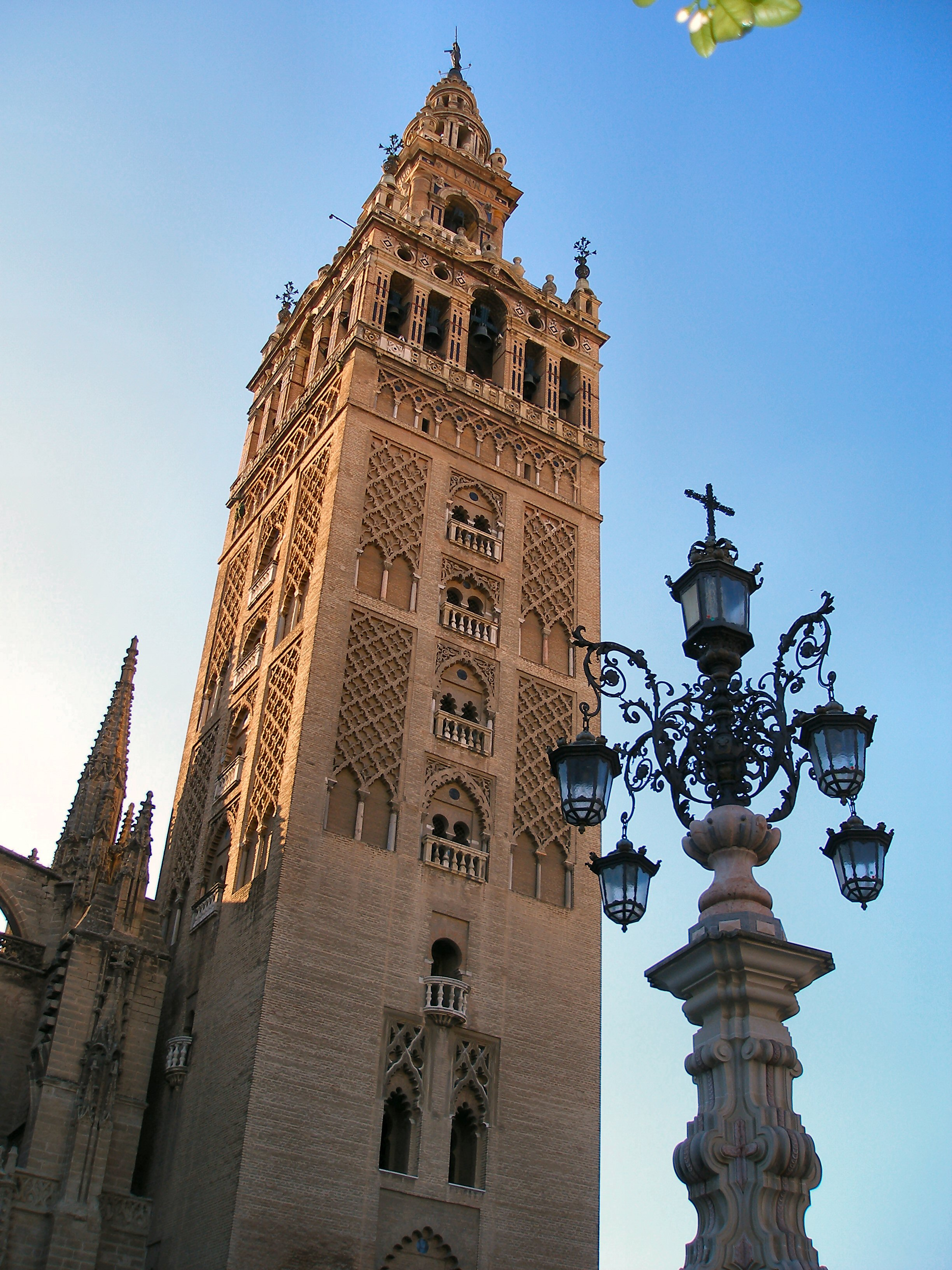
Giralda, được xây dựng bởi người Berber ở Andalus
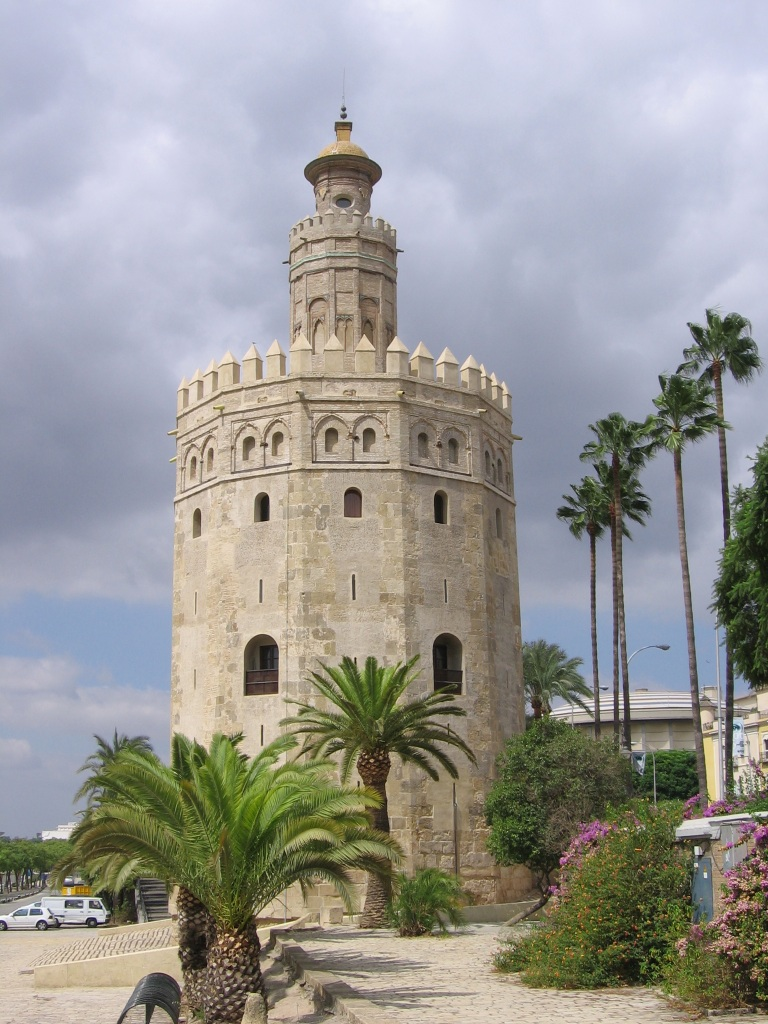
Torre del Oro, Sevilla; xây bởi người Berber Nhà Almohad
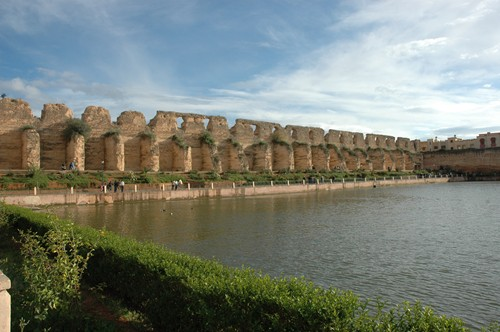
Tường thành Agdal, và vườn; Meknes
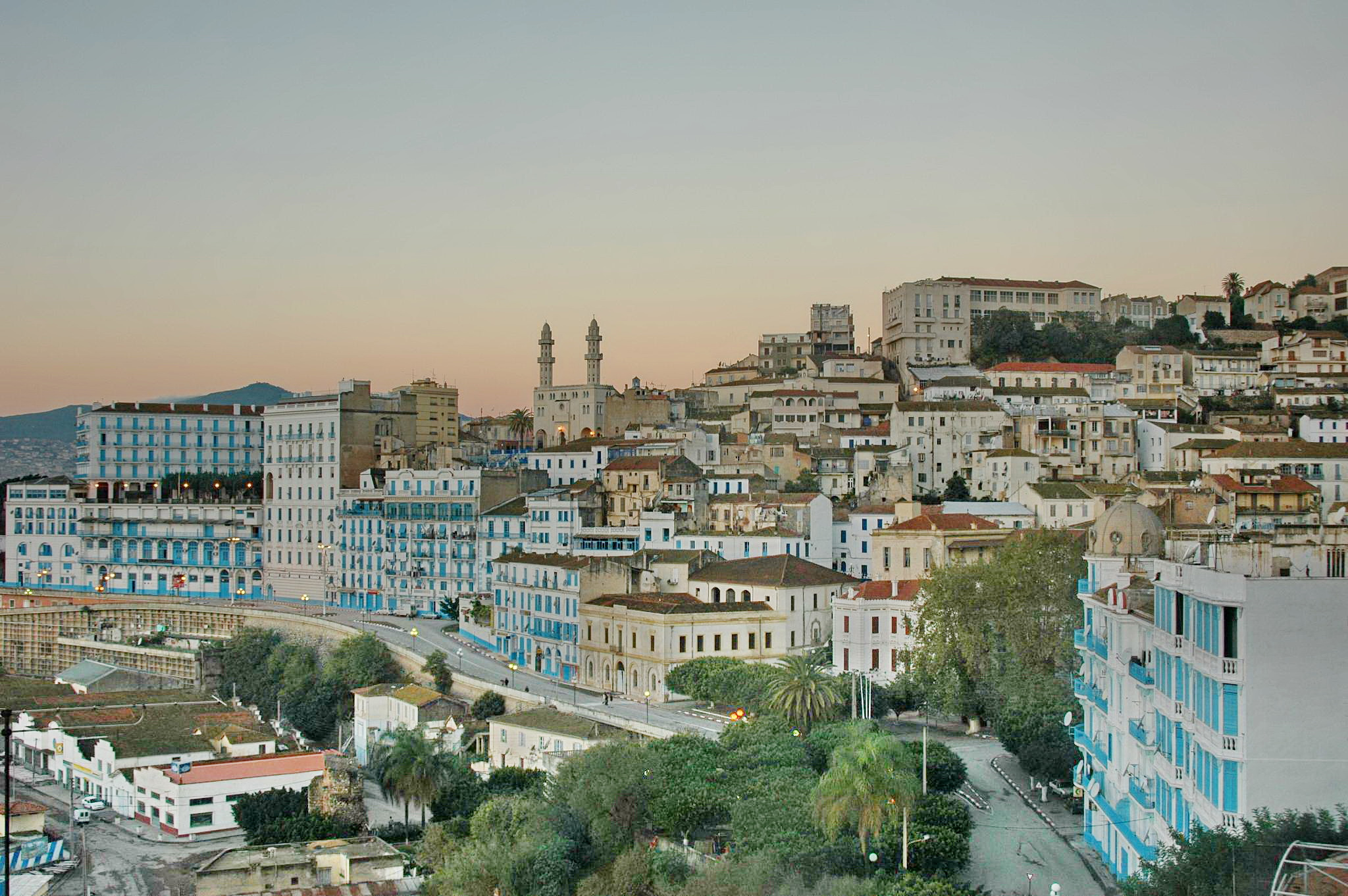
Kiến trúc Bejaia
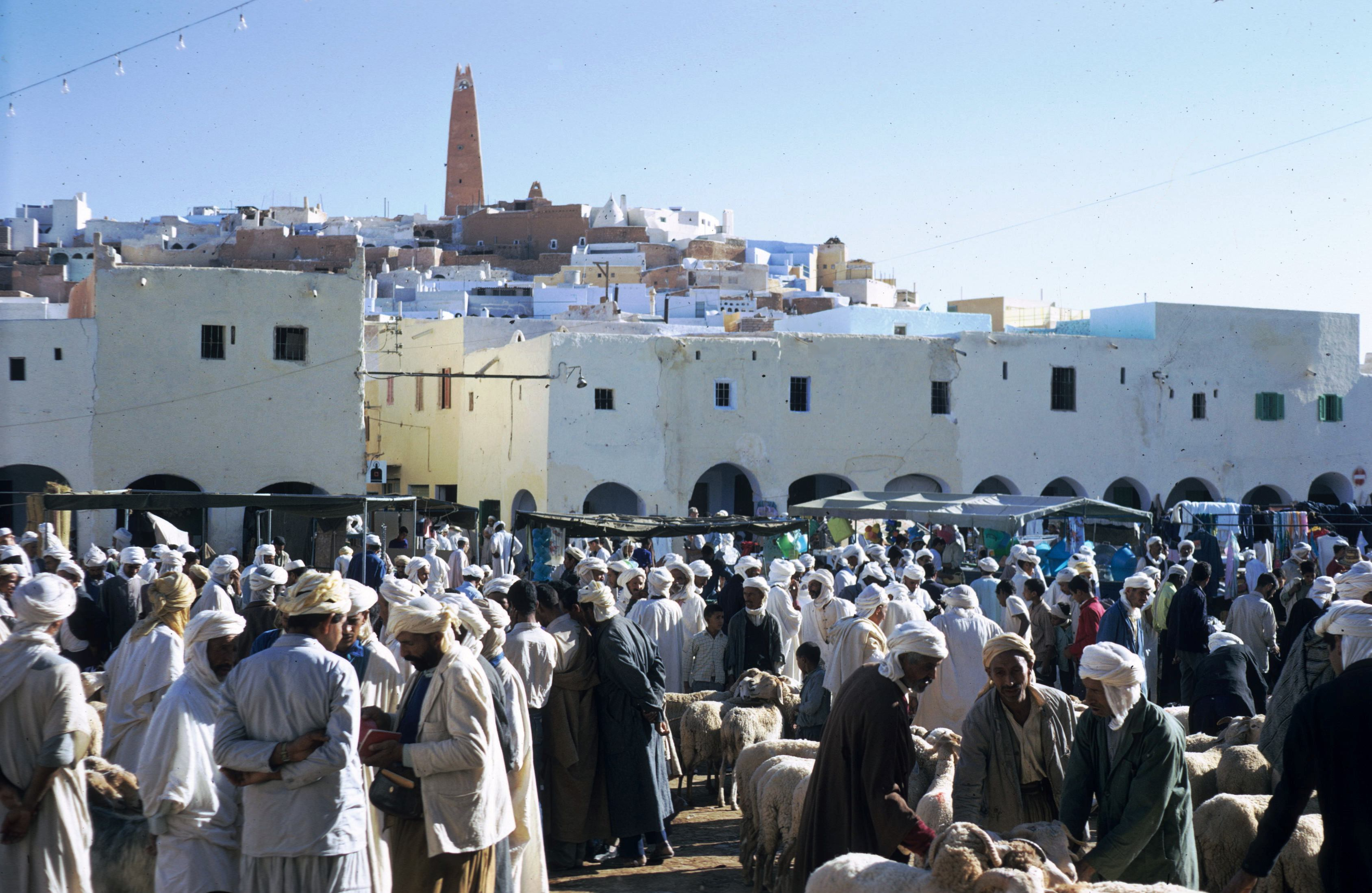
Chợ trên quảng trường chính ở Ghardaïa.

## Tôn giáo

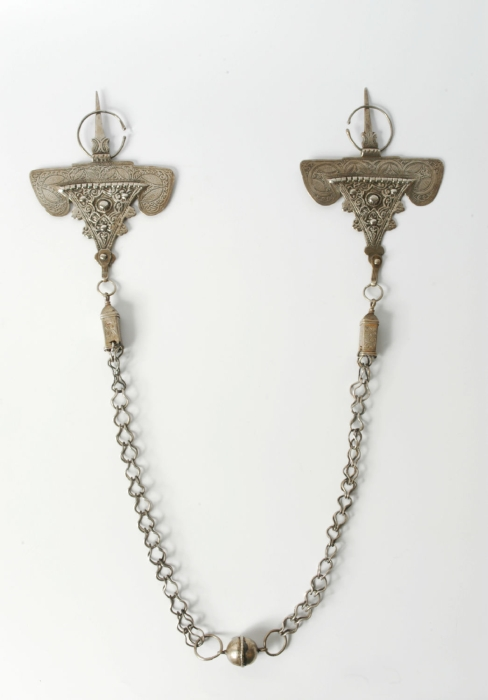
Traditional Berber penannular brooch, a custom dating from the pre-Abrahamic era.

### Ki tô giáo

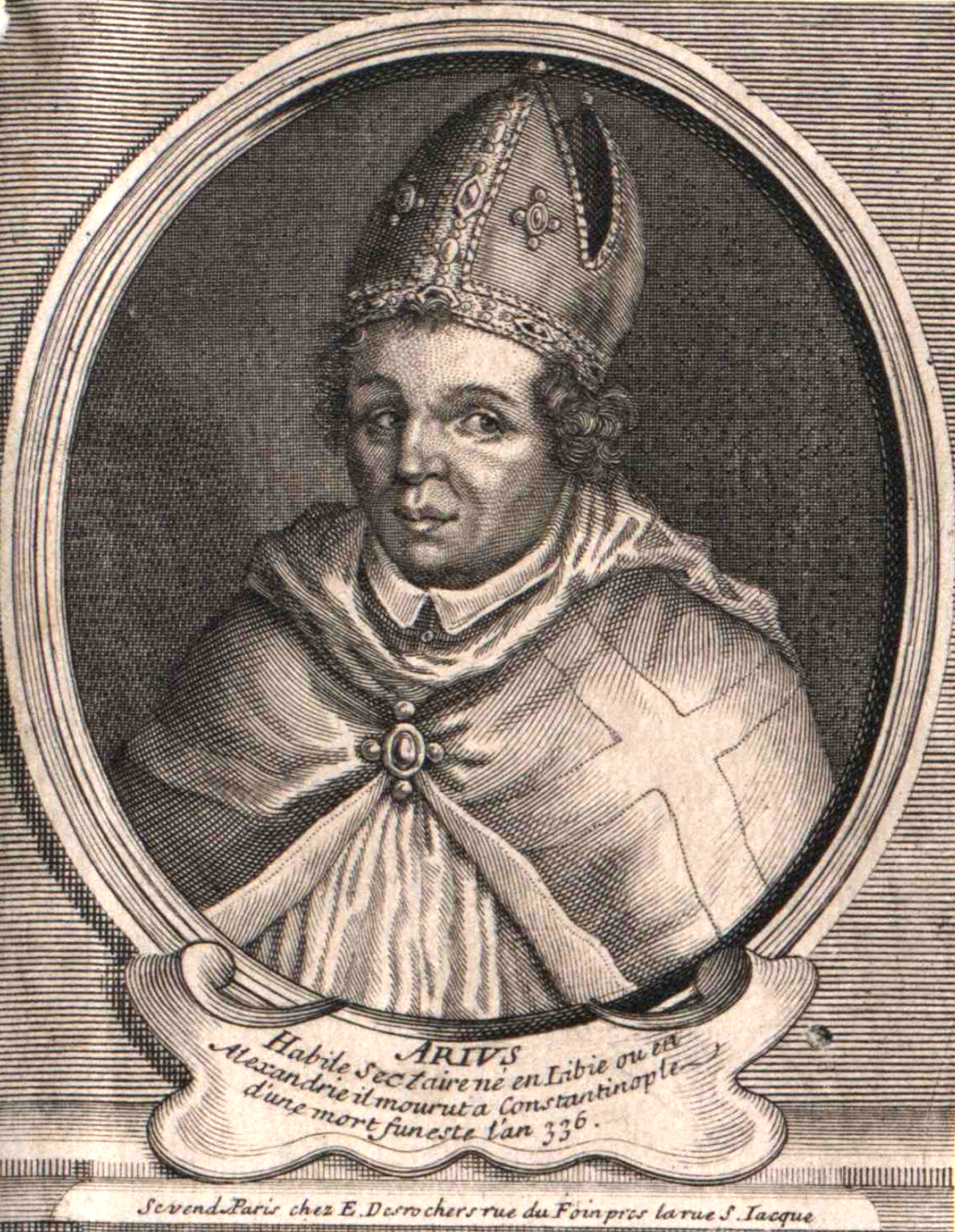
Arius

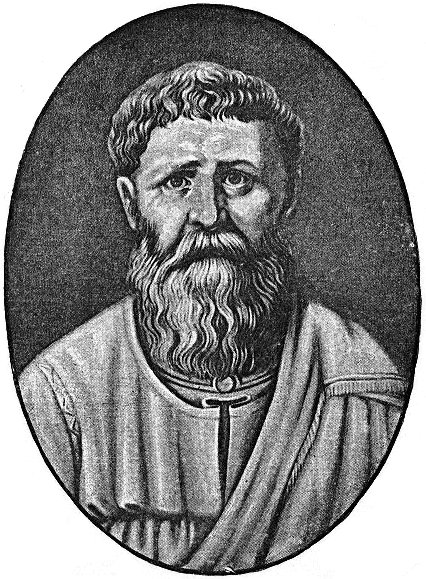
Thánh Augustine

### Lăng mộ

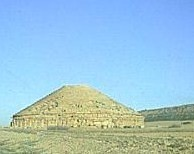
Lăng mộ Medghasen
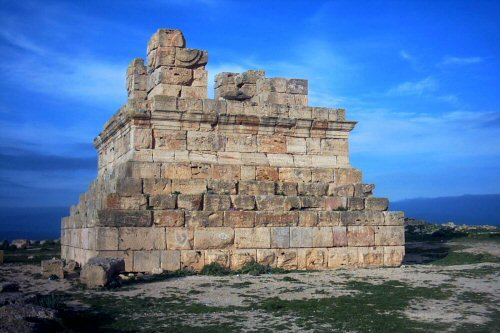
Lăng mộ Masinissa

## Liên kết
- Amazigh/Berber Culture
- The New Mass Media and the Shaping of Amazigh Identity.
- Number Systems and Calendars of the Berber Populations of Grand Canary and Tenerife.
- Flags of the World -- Berbers/Imazighen Lưu trữ ngày 4 tháng 8 năm 2006 tại Wayback Machine.
- Imedyazen cultural association (in Berber).
- The Genographic Project: Maps ancient human movements via genetic markers Lưu trữ ngày 5 tháng 4 năm 2008 tại Wayback Machine
- World Haplogroups Maps Lưu trữ ngày 28 tháng 7 năm 2004 tại Wayback Machine